# Лючія ді Ламмермур
«Лючія ді Ламмермур» (італ. Lucia di Lammermoor) — трагічна опера (італ. dramma tragico) на 3 дії італійського композитора Гаетано Доніцетті. Італійське лібрето Сальваторе Каммарано за мотивами роману Вальтера Скотта «Ламмермурська наречена». Прем'єра опери відбулася 26 вересня 1835 року в театрі Сан-Карло в Неаполі.
Згодом Доніцетті написав ще і французьку версію цієї опери, прем'єра якої відбулася 6 серпня 1839 року в театрі «Ренесанс» в Парижі. Опера вважається одним з найкращих зразків стилю бельканто і зайняла міцне місце в репертуарі практично всіх оперних театрів світу.

## Дійові особи

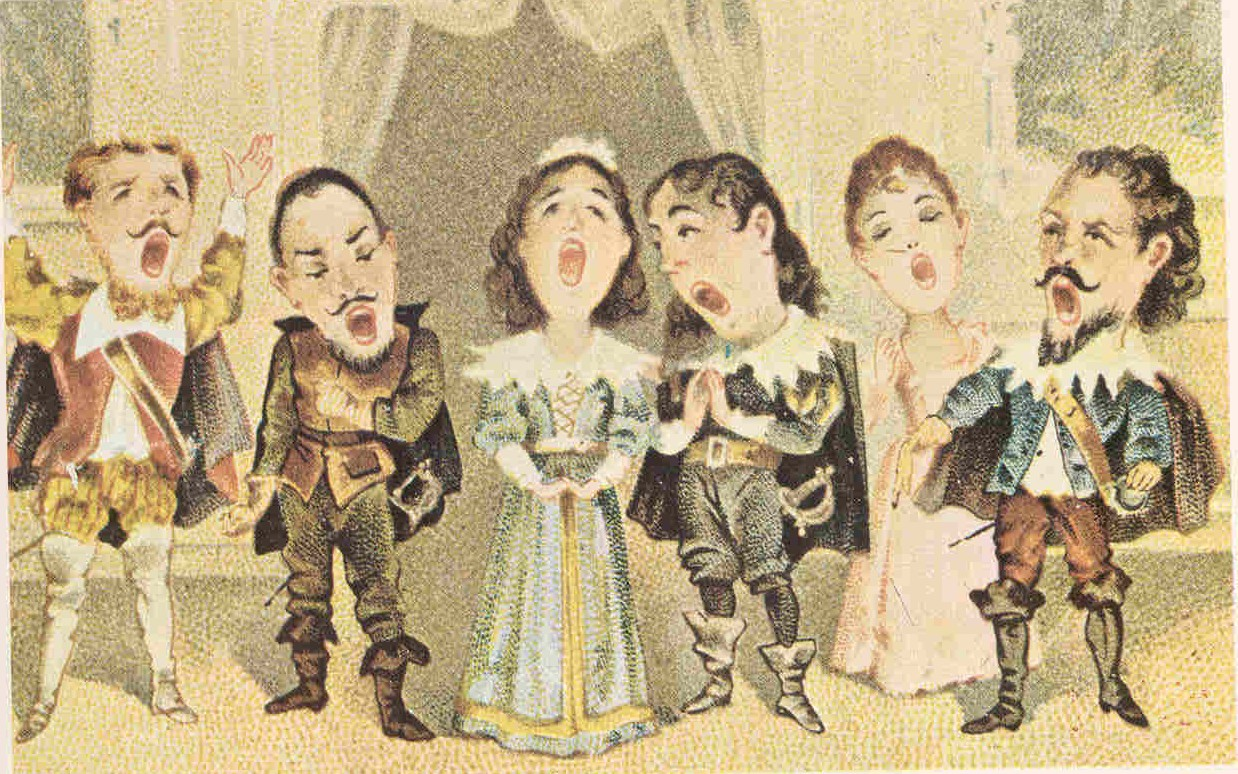
Карикатура XIX століття на секстет з другої дії опери

| Партія                                               | Голос   | Виконавець на прем'єрі 26 вересня 1835 (Диригент: Нікола Феста) |
| ---------------------------------------------------- | ------- | --------------------------------------------------------------- |
| Лорд Генріх Аштон, володар Ламмермур (Енріко)        | Баритон | Доменіко Косселлі                                               |
| Лючія, його сестра                                   | Сопрано | Фанні Таккінарді-Персіані                                       |
| Едгар Равенсвуд (Едгардо)                            | Тенор   | Жільбер Дюпре                                                   |
| Лорд Артур Баклоу (Артуро)                           | Тенор   | Акілле Балестраччі                                              |
| Аліса, подруга Лючії                                 | Сопрано | Тереза Запуччі                                                  |
| Раймонд Бідебенд, пастор, наставник Лючії (Раймондо) | Бас     | Карло Порто-Оттолін                                             |
| Норманн, начальник варти замку                       | Тенор   | Анафесто Россі                                                  |
| Гості на весіллі, стражники                          |         |                                                                 |

## Лібрето
Дія відбувається в Шотландії в XVIII столітті.

### Частина перша

Ескіз декорації першої постановки опери (1835)

Картина перша. Гай біля Ламмермурського замку
Начальник варти Норманн розставляє пости. З'являється господар лорд Ештон з пастором Раймондом. Норманн розповідає Ештону, що його сестра в цьому гаю таємно зустрічається з Едгаром Равенсвудом, смертельним ворогом їхнього роду. Генріх у люті. Він вже обіцяв руку сестри багатому лорду Артуру. Вигідний шлюб сестри дозволить йому поправити свої скрутні справи. Марно Раймонд намагається заспокоїти Ештона. Той готовий на все, щоб добитися шлюбу сестри з лордом Артуром.
Картина друга. Парк Ламмермурського замку
У світлу місячну ніч вийшла із замку Лючія зі своєю подругою Алісою. Вона відкриває подрузі таємницю свого серця. Важкі передчуття затьмарюють душу Лючії — вона не вірить у майбутнє щастя. Прихід Едгара заспокоює Лючію, але не надовго. Той прийшов попрощатися зі своєю коханою. Він призначений послом у Францію і повинен виїхати. Едгар просить Лючію не забувати його в розлуці.

### Частина друга
Акт перший. Картина перша. Кабінет лорда Ештона
Генріх Ештон обговорює зі своїм вірним Норман майбутнє весілля Лючії з лордом Артуром. Щоб переконати сестру відмовитися від Едгара, Ештон виготовив підроблений лист Едгара до уявної коханки. Входить Лючія. Генріх переконує її вийти за Артура, призводить всі аргументи, але Лючія непохитна. Тоді Генріх показує їй листа, що свідчить про зраду Едгара. Лючія у відчаї — вона не хоче більше жити. Входить пастор Раймонд, він втішає Лючію і закликає її змиритися. Лючія погоджується на шлюб з лордом Артуром.
Акт перший. Картина друга. Великий зал в замку
Настав день підписання шлюбного контракту. Генріх і Артур задоволені. Ештон поправить свої грошові справи, а лорд Артур отримає в дружини першу красуню Ламмермур. З'являється Лючія. Вона в зневір'ї. Ештон пояснює печаль сестри жалобою по недавно померлої матері. Артур і Лючія підписують шлюбний контракт. У цей момент з'являється Едгар. Але він прибув занадто пізно — шлюб уже укладено. Едгар звинувачує Лючію у зраді, не хоче слухати ніяких пояснень Лючії і пастора Раймонда, кидає до ніг Лючії подароване нею кільце і проклинає її разом з усім родом Ламмермур.
Акт другий. Картина перша. Кабінет Едгара в замку Равенсвуд
Занурений у похмурі думки сидить Едгар у своєму замку. За вікном вирує гроза. З'являється Генріх. Він викликає Едгара на дуель. Завтра вранці один з них повинен померти.
Акт другий. Картина друга. Зал в замку Ламмермур
Весільний бенкет у розпалі. Тільки що молодих проводили в опочивальню і гості веселяться. Раптом вбігає пастор Раймонд. Він з жахом розповідає, що Лючія тільки що в припадку божевілля вбила свого чоловіка. Входить Лючія в закривавленій сукні. Вона безумна. Їй здається, що вона наречена Едгара. Вона не пізнає ні брата, ні пастора. На очах у приголомшених гостей Лючія падає на підлогу. Вона мертва.
Акт другий. Парк у гробниці Ламмермур
Рано вранці Едгар чекає свого супротивника Генріха. Раптом долинають звуки сумного хору. З'являється похоронна процесія. Пастор Раймонд повідомляє Едгара, що Лючія померла. Дізнавшись про смерть коханої, Едгар заколюється.

### Французька редакція лібрето
Французьке лібрето було написано Альфонсом Ройером і Гюставом Ваецом. Французька редакція опери серйозно відрізняється від італійської. Автори підкреслили самотність Лючії, повністю видаливши роль Аліси і значно скоротивши роль пастора Раймонда. У той же час роль лорда Артура була розширена. На основі ролі Норманна була створена нова роль негідника Гілберта, який продає секрети Генріха Едгара і навпаки за гроші. Французька версія опери в сучасному театрі практично не виконується.

### Український переклад
Український переклад здійснив Микола Лукаш. В його перекладі опера ставилася в Київській опері (у радянські часи) й була записана на радіо в 1974 році (диригент — Олег Рябов, солісти — Євгенія Мірошниченко (Лючія), Анатолій Солов'яненко (Едгар), Микола Кулага (Артур), Михайло Шевченко (Енріко), Георгій Красуля (Раймонд)).
У 2019 році опера ставилась у Львові в рамках фестивалю «ЛукашФест». Режисер - Юлія Журавкова, симфонічний оркестр Львівської Національної Філармонії, диригентка Маргарита Гринивецька. В ролях: (Лючія) Ольга Дядів, (Едгардо) Сергій Андрощук, (Енріко) Степан Возняк, (Раймондо) Роман Смоляр, (Норман) Олег Тонкошкура, (Аліса) Ірина Ушаньова-Рудько, (Артуро) Олександр Молодик.

## Дискографія
- М. Каллас, Дж. Ді Стефано, Т. Гоббі, Р. Аріє. Диригент Т. Серафін / EMI 1953
- М, Каллас, Дж. Ді Стефано, Р. Панераі, Н. Дзаккарія. Диригент Г. фон Караян / Берлін 29.9.1955 Live / EMI
- Б. Сіллз, Л. Паваротті, Р. Бануелас, Д. Портілло. Диригент А. Гуаданьо / Мехіко 28.10.1969
- Дж. Сазерленд, Ю. Туранже, Л. Паваротті, Р. Девіс, Ш. Мілнз, М. Гяуров. Диригент Р. Бонінг / DECCA 1971
- Б. Сіллз, Д. Каррі, Х. Каррерас, П. Ельвіра, М. Маццьері. Диригент Луїджі Мартелл / НІКО 28.8.1974
- М. Кабальє, Е. Маррі, Х. Каррерас, В. Сардінеро, С. Ремі. Диригент Хесус Лопес-Кобос / PHILIPS 1977
- А. Нетребко, Х. Брос, Ф. Вассалло, В. Ковальов. Диригент Ю. Рудель / Лос-Анджелес 20.12.2003
- М. Дессена, М. Альварес, А. Холланд. Диригент Х. Лопес Кобос / Чикаго 16.2.2004

## Екранізації
- Лючія ді Ламмермур (СРСР, Укртелефільм, 1980, режисер Олег Бійма). У ролях: Євгенія Мірошниченко, Анатолій Мокренко, Віктор Євграфов (співає В. Федотов), Ганна Твеленева (співає Галина Туфтіна), Гірта Яковлєв (співає В. Кулага), Юрій Волков (співає Г. Красуля), Станіслав Пазенко (співає У. Гуров). Диригент О. Рябов. Російською мовою. Завантажити можна з ftp://ftp.dizhka.tv/hudozhne/Liuchiya.di.Lammermur.(1980).SATRip.DIZHKA.TV.avi%5Bнедоступне+посилання+з+липня+2019%5D